# Phyllachora pseudostromatica
Phyllachora pseudostromatica är en svampart som beskrevs av Arx & E. Müll. 1954. Phyllachora pseudostromatica ingår i släktet Phyllachora och familjen Phyllachoraceae.   Inga underarter finns listade i Catalogue of Life.